# الطرق الحكمية
الطرق الحكمية في السياسة الشرعية هو كتاب في القضاء الشرعي، ألفه ابن قيم الجوزية (691 هـ - 751 هـ/1292م - 1349م). ويتناول الكتاب أصول القضاء الشرعي، وتحقيق طرقهِ التي تلائم سياسة الأمم بالعدل. سبب تأليفه هو: الإجابة عن أسئلة وردت إليه تسمى: «الطرابلسيات» وهذا على غرار كتبه الأخرى التي كانت أجوبة عن أسئلة وردت إليه، مثل: «الداء والدواء»، و«المنار المنيف»، و«مطالع السعد بكشف مواقع الحمد»، و«الكلام على مسألة السماع».
وضح ابن قيم الجوزية في كتابه ما يلزم أن يتوافر في القاضي من آداب وصفات، كالفراسة وسماع البينات، وفقه النفس والمعرفة التامة بأحوال الناس، كما تكلم عن القضاء وطرق الإثبات، والسياسة الشرعية التي يجب على الأمراء والحكام والقضاة أن يسلكوها، ويقفوا عندها، ولا يتجاوزوها في كل مكان وزمان لتحقيق الصلاح للناس وإبعاد الفساد عنهم، كما تطرق لبعض أحكام الحسبة. الكتاب له ثلاثة أسماء، وهي: الطرق الحكمية والمسائل الطرابلسيات والسياسة الشرعية.
ومما قيل عن الكتاب: "الكتاب فريد في موضوعه ومنهجه، يحتاجه القاضي والفقيه ورجل الإدارة، وفيه أمثلة ترغب القارئ بالمتابعة وتضع يده على مسائل فذة في التحقيق القضائي، وإقامة العدل، وتنفيذ الأحكام.
يقول ابن قيم الجوزية في مقدمة كتابه:
| الطرق الحكمية | أما بعد فقد سألني أخي عن الحاكم أو الوالي يحكم بالفراسة والقرائن التي يظهر له فيها الحق والاستدلال بالأمارات ولا يقف مع مجرد ظواهر البينات والإقرار حتى إنه ربما يتهدد أحد الخصمين إذا ظهر منه أنه مبطل وربما ضربه وربما سأله عن أشياء تدله على صورة الحال فهذه ذلك صواب أم خطأ؟ فَهَذِهِ مَسْأَلَةٌ كَبِيرَةٌ عَظِيمَةُ النَّفْعِ، جَلِيلَةُ الْقَدْرِ، إنْ أَهْمَلَهَا الْحَاكِمُ أَوْ الْوَالِي أَضَاعَ حَقًّا كَثِيرًا، وَأَقَامَ بَاطِلًا كَثِيرًا، وَإِنْ تَوَسَّعَ فِيهَا وَجَعَلَ مُعَوِّلَهُ عَلَيْهَا، دُونَ الْأَوْضَاعِ الشَّرْعِيَّةِ، وَقَعَ فِي أَنْوَاعٍ مِنْ الظُّلْمِ وَالْفَسَادِ وَقَدْ سُئِلَ أَبُو الْوَفَاءِ ابْنُ عَقِيلٍ عَنْ هَذِهِ الْمَسْأَلَةِ، فَقَالَ: لَيْسَ ذَلِكَ حُكْمًا بِالْفِرَاسَةِ، بَلْ هُوَ حُكْمٌ بِالْأَمَارَاتِ. وَإِذَا تَأَمَّلْتُمْ الشَّرْعَ وَجَدْتُمُوهُ يُجَوِّزُ التَّعْوِيلَ عَلَى ذَلِكَ، وَقَدْ ذَهَبَ مَالِكٌ - رَحِمَهُ اللَّهُ - إلَى التَّوَصُّلِ بِالْإِقْرَارِ بِمَا يَرَاهُ الْحَاكِمُ. | الطرق الحكمية |

## سبب تأليف الكتاب
سبب تأليف الكتاب هو: الإجابة عن أسئلة وردت إليه تسمى: «الطرابلسيات» وهذا على غرار كتبه الأخرى التي كانت أجوبة عن أسئلة وردت إليه، مثل: «الداء والدواء»، و«المنار المنيف»، و«مطالع السعد بكشف مواقع الحمد»، و«الكلام على مسألة السماع».

## الموضوع العام للكتاب
كتاب ابن قيم الجوزية هذا في القضاء وطرق الإثبات، والسياسة الشرعية التي يجب على الأمراء والحكام والقضاة أن يسلكوها، ويقفوا عندها، ولا يتجاوزوها في كل مكان وزمان لتحقيق الصلاح للناس وإبعاد الفساد عنهم، كما تطرق لبعض أحكام الحسبة.
وقد بين أنه سئل عن: "الحاكم أو الوالي يحكم بالفراسة والقرائن التي يظهر له بها الحق، والاستدلال بالأمارات، ولا يقف مع مجرد ظواهر البينات والإقرار حتى إنه ربما يتهدد أحد الخصمين إذا ظهر له منه أنه مبطل، وربما ضربه وربما سأله عن أشياء تدله على صورة الحال، فهل ذلك صواب أو خطأ؟ فهذه مسألة كبيرة عظيمة النفع جليلة القدر".

## منهجه في الكتاب
- الاعتماد على القرآن الكريم والسنة النبوية، حيث يورد الأدلة ويستنبط الأحكام منهما.
- تقديم أقوال الصحابة رضوان الله عليهم على من سواهم.
- الترجيح والاختيار حيث لا يتقيد بمذهبه بل يرجح ويختار الوجه الأصوب للمسألة وإن خالف مذهبه الحنبلي.

## أهمية الكتاب
هذا الكتاب من أعظم كتب ابن قيم الجوزية التي انفرد بها عن غيره في مجال القضاء والإفتاء والسياسة الشرعية وطرق الإثبات والحسبة، كما أنه يكاد يكون أول كتاب عن الفراسة والقرائن القضائية وضبطها، ووضع قواعدها التي تحفظ النتائج، وتحقق العدل، وتبعد عن العبث والأهواء والنزوات لييبقى القاضي ضمن دائرة الشرع في وسائله التي يسلكها للوصول إلى الأهداف التي يقررها الشرع الحنيف، والكتاب خلاصة وافية لأصول التحقيق القضائي.

## محتوى الكتاب
- مقدمة الكتاب
- الحكم بالقرائن
- فصل في العمل في السلطنة بالسياسة الشريعة
- فصل في الحكم بالفراسة
- فصل الحكم بشهادة الرجل الواحد
- فصل في القضاء بالنكول ورد اليمين
- فصل في مذاهب أهل المدينة في الدعاوى
- فصل في الطرق التي يحكم بها الحاكم
- فصل الحكم بين الناس فيما لا يتوقف على الدعوى
- فصل في واجبات الشريعة التي هي حق الله تعالى ثلاثة أقسام

## مميزات الكتاب
- كثرة الأدلة من الكتاب والسنة.
- حرص المؤلف على بيان وجه الاستدلال من الأحاديث والآيات.
- حرص المؤلف على ذكر أقوال الصحابة من العلماء والتابعين.
- السعة والشمول في المسائل التي بحثها في هذا الكتاب، مع بيان الأدلة ووجه الاستدلال والمناقشة.
- انفرد هذا الكتاب بالتوسع في القضاء بالقرائن والأمارات التي تعتمد على فطنة القاضي وفراسته.
- حرص المؤلف على إزالة الإشكال والتعارض بين بعض الأحاديث التي قد يتوهم الإنسان تعارضها.
- الواقعية والبعد عن الأمور النظرية المجردة.
- الدقة في نسبة الأقوال لقائلها.
- كثرة المصادر والمراجع التي اعتمد عليها المؤلف.
- الترجيح والاختيار.[8]

## طبعات الكتاب
- طبعة الكتب العربية التي أنشأها الشيخ محمد عبده.
- طبعة الشيخ محمد حامد الفقفي.
- مطبعة المدني بمصر، على نفقة العالم الشيخ علي بن عبد الله آل ثاني.
- المؤسسة العربية للطباعة والنشر بالقاهرة.
- مكتبة المؤيد، بتحقيق بشير محمد عيون، عام 1410هـ.
- دار عطاءات العلم، وهي إعادة طبع لطبعة دار عالم الفوائد، بتحقيق: الدكتور نايف بن أحمد الحمد.

## مخطوطات الكتاب
من المخطوطات المعتمدة في طبعة دار عالم الفوائد في مكة مخطوطة كتبت سنة 797 هـ بخط عبد الرحمن بن أحمد بن عبد الرحمن التدمري وهي محفوظة في مكتبة عارف حكمت في المدينة المنورة.

## وصلات خارجية
- تصفح كتاب الطرق الحكمية